# Втори български окупационен корпус
Втори български окупационен корпус, от 1 октомври 1944 г. Седма българска армия е българско военновременно формирование по време на участието на България във Втората световна война на територията на Беломорието и източните части от Централна Македония.

## Формиране
Втори окупационен корпус е сформиран на 5 ноември 1943 година с щаб в град Драма В него влизат 7-а, 16-а и 28-а пехотни дивизии, Беломорската флотилия и различни допълващи поделения. Йерархически е подчинен на Щаба на войската, а в оперативно отношение – на командването на немската Група армии „Е“. Общата численост е около 58 000 души.

## Задачи

### На страната на Оста
Основната бойна задача на корпуса е прикритието, охраната и отбраната на Беломорието, в участъка от Дедеагач до Солун (вкл. островите Тасос и Самотраки) – около 260 км.
Естествената предна отбранителна линия на корпуса е егейското крайбрежие. С течение на времето все повече се засилва изграждането на укрепления в дълбочина, планирането и отработването на контраудари за отхвърляне на десантирал противник, миниране на комуникации с цел преграждане на направленията, удобни за провеждане (в случай на успешен десант) на широка настъпателна операция към вътрешността на Балканите.
Всичко е мотивирано от евентуалността на десант и англо-американско нахлуване.
За значението на Корпуса в германската балканска стратегия и плановете за използването му свидетелства голямото количество немски инструктори, непрекъснато провеждащи учебни курсове по усвояването на най-модерни бойни техники и тактики за повишаване на подготовката на личния състав, както и постоянните инспекционни посещения в корпусното пространство на висши военни чинове на Вермахта. През януари 1944 година ген. Валтер Варлимонт прекарва цяла седмица в щаба на корпуса.
След като става ясно, че нахлуването в Европа ще е през френското нормандско крайбрежие, стратегическата стойност на корпуса постепенно започва да се понижава.
На 28 юни 1944 година 16-а пехотна дивизия се усилва с Двадесет и втори пехотен тракийски полк, който от 24 юли започва съсредоточаването си, за да заеме за отбрана участъка при Кале чифлик. Втори корпус остава със 7-а и 16-а пехотна дивизия, която се усилва с 4-ти пехотен попълващ полк и 6/1 7,5-милиметрово товарно оръдейно армейско отделение. 28-а пехотна дивизия влиза в състава на Прикриващият фронт, развърнат на българско-турската граница. Като разграничителна линия между Втори корпус и Прикриващия фронт се запазва река Места.
На 29 август 1944 година с изтеглянето на Седма пехотна дивизия от Халкидическия полуостров, започва постепенното оттегляне на българските части от земите, заети след април 1941 година.

### Против Германия
След обявяването на война от България на Германия и събитията от 9 септември 1944 г. Втори окупационен корпус остава в Беломорието до октомври 1944 година, за да обезпечава южния фланг на Трети украински фронт на съветските войски и оперативно подчинен на тях, а йерархично - на Щаба на Войската. Води боеве срещу германските войски, отхвърляйки ги на запад от река Струма, а от началото на октомври е преименуван на Седма българска армия. В средата на октомври 1944 година се изтегля към старата територия на България.

## Командири
- Генерал-майор Трифон Трифонов (22 ноември 1943 – 14 май 1944)
- Генерал-майор Асен Сираков (14 май 1944 – 30 октомври 1944)